# Ennearthron victori
Ennearthron victori là một loài bọ cánh cứng trong họ Ciidae. Loài này được Lopes-Andrade & Zacaro miêu tả khoa học năm 2003.